# Pierre de Lancre
Pierre de Rosteguy signore di Lancre (Bordeaux, 1553 – Loubens, 1631) è stato un magistrato e inquisitore francese.

## Biografia

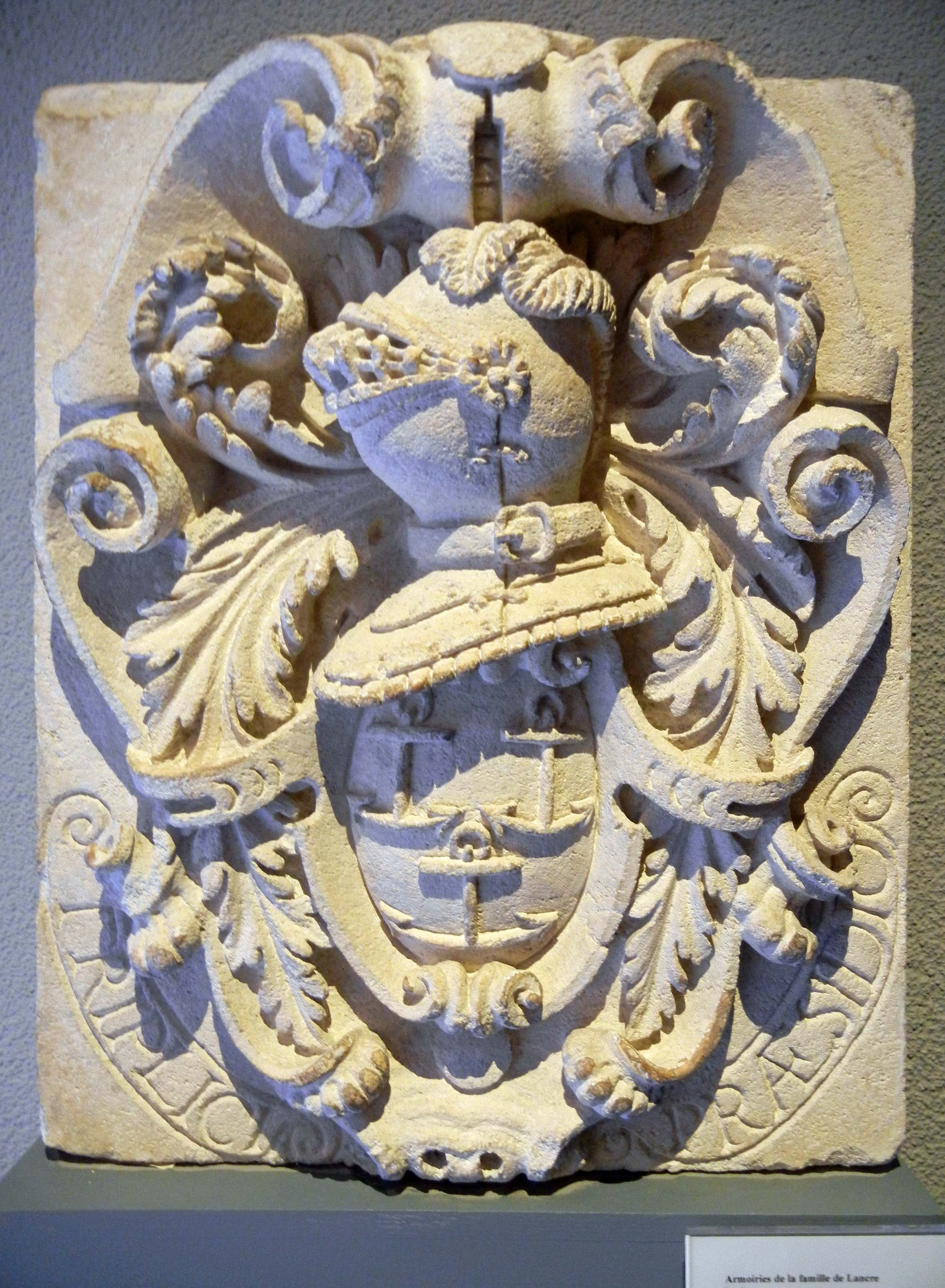
Stemma della famiglia de Lancre, Bordeaux, museo d'Aquitain

Nacque in una famiglia di origini basche arricchitasi col commercio. Si recò in Italia per compiere gli studi di giurisprudenza ed ebbe modo di conoscere Giovanni Battista Della Porta. Nel 1579 acquisì il titolo di dottore a Torino. Compì nuovamente un viaggio in Italia e, in seguito, si recò a Praga. Divenne consigliere al Parlamento di Bordeaux. Nel 1588 sposò la nipote di Montaigne. Al matrimonio seguì un ulteriore viaggio in Italia durante il quale ebbe modo di assistere a vari esorcismi: probabilmente, è durante quest'ultimo viaggio che maturò la convinzione che i demoni fossero onnipresenti. Al suo ritorno a Bordeaux si dedicò alla stesura del suo Tableau de l'inconstance et instabilité de toutes choses..., pubblicato a Parigi nel 1607. Con quest'opera de Lancre attirerà l'attenzione del re Enrico IV, il quale lo incaricherà, nel 1609, di condurre delle indagini sui presunti casi di stregoneria nel Labourd (la parte occidentale dei Paesi Baschi). Sarà coadiuvato da Jean d'Espagnet. Nel Labourd i due fecero regnare un terrore tale da incitare la popolazione basca locale a rifugiarsi in Spagna. Lo stesso de Lancre si occupava degli interrogatori e un numero considerevole delle 500 persone da lui interrogate finì sul rogo.

## Opere
- Tableau de l'inconstance et instabilité de toutes choses (1607)
- Tableau de l'inconstance des mauvais anges et démons (1612)
- Incrédulité et mescréance du sortilège plainement convaincue (1622)
- Du sortilège (1627)